# Beyrède-Jumet-Camous
Beyrède-Jumet-Camous – gmina we Francji, w regionie Oksytania, w departamencie Pireneje Wysokie. W 2016 roku liczba ludności wynosiła 220 mieszkańców. 
Gmina została utworzona 1 stycznia 2019 roku z połączenia dwóch ówczesnych gmin: Beyrède-Jumet oraz Camous. Siedzibą gminy została miejscowość Beyrède. 